# Codename Eagle
Codename Eagle est un jeu de tir à la première personne développé par Refraction Games (qui fusionnera plus tard avec DICE et développera Battlefield 1942) et édité par Take-Two Interactive. Le jeu est sorti en 1999 en Europe et en 2000 aux États-Unis.

## Scénario
Le jeu est une uchronie de la Première Guerre mondiale dans laquelle la Révolution d'Octobre n'aurait pas eu lieu, l'Empire russe envahissant l'Europe après un coup d'État mené par un général russe contre le Tsar et la famille royale. Les nations libres forment la « Shadow Alliance » (Alliance de l'Ombre) afin de contrer la puissance russe et empêcher son projet de domination mondiale.

## Multijoueur
Le multijoueur propose trois modes de jeu : match à mort (Deathmatch), match à mort par équipe (Team Deathmatch) et capture du drapeau (Capture the Flag). À noter que le jeu utilise le moteur Refractor Engine, qui a également servi de base au développement de Battlefield 2.

## Réception
- Presse : 4,8/10[1], IGN : 7,3/10[2], GameSpot : 5,7/10[3], Jeuxvideo.com : 13/20[4].